# Geïntegreerd Meldkamer Systeem
Het Geïntegreerd Meldkamer Systeem (oftewel GMS) is een softwarepakket gemaakt in opdracht van het Ministerie van Binnenlandse Zaken en Koninkrijksrelaties en is ontwikkeld om te werken met het communicatiesysteem C2000.
Dit softwarepakket zorgt voor een naadloze samenwerking tussen de meldkamers van de diverse hulpverleningsinstanties, én de communicatie op straat. Een melding van een burger kan middels GMS snel afgehandeld worden. De software kan zelf een inzetvoorstel doen op basis van locatie, mankracht en aanrijtijd. 
Het GMS stelt, voor een goede informatievergaring, zelf vragen aan de meldkamercentralist: Is de brand groot? Zijn er gewonden? Enzovoorts. 
De uiteindelijke alarmering van de diverse eenheden gebeurt ook via het GMS. Hiervoor is het communicatienetwerk C2000 geïntegreerd in het GMS.